# Federica di Sassonia-Gotha-Altenburg
Federica di Sassonia-Gotha-Altenburg (Gotha, 17 luglio 1715 – Bad Langensalza, 12 maggio 1775) è stata una principessa di Sassonia-Gotha-Altenburg e, per via matrimoniale, l'ultima Duchessa di Sassonia-Weißenfels.

## Biografia
Federica era figlia del Duca Federico II di Sassonia-Gotha-Altenburg (1676–1732) e di sua moglie Maddalena Augusta (1679–1740), figlia del principe Carlo Guglielmo di Anhalt-Zerbst (1652–1718). Sua sorella Augusta fu la consorte di Federico di Hannover (1707-1751).
Il 27 novembre 1734, ad Altenburg, sposò il Duca Giovanni Adolfo II di Sassonia-Weissenfels (1685–1746). I quattro figli maschi morirono già in tenera età, mentre la loro unica figlia femmina si spense all'età di dieci anni. In questo modo, la casa di Sassonia-Weissenfels s'estinse.
Dopo la morte del marito, Federica si trasferì, in qualità di vedova, nell'odierna Bad Langensalza.  Qui nel lato est della città vecchia fece erigere,dal 1749 al 1751, in stile rococò, un palazzo chiamato Friederikenschlösschen. Nel parco del castello sono situati un'orangerie, una casa per i cavalieri, una fontana ed una rimessa. Il portale d'ingresso porta uno stemma simboleggiante l'alleanza tra le casate di Sassonia-Gotha-Altenburg e di Sassonia-Weissenfels. Federica è sepolta nella Chiesa del Castello di Weißenfels.

## Figli
- Carlo Federico Adolfo (1736–1737), Principe Ereditario di Sassonia-Weissenfels
- Giovanni Adolfo (*/† 1738), Principe Ereditario di Sassonia-Weissenfels
- Augusto Adolfo (1739–1740), Principe Ereditario di Sassonia-Weissenfels
- Giovanni Giorgio Adolfo (*/† 1740), Principe Ereditario di Sassonia-Weissenfels
- Federica Adolfina (1741–1751)

## Ascendenza
|                                           |                           |                                        | Genitori                                  |  |  | Nonni |  |  | Bisnonni                              |  |  | Trisnonni                   |  |
|                                           |                           |                                        |                                           |  |  |       |  |  | Ernesto I di Sassonia-Gotha-Altenburg |  |  | Giovanni di Sassonia-Weimar |  |
|                                           |                           |                                        |                                           |  |  |       |  |  | Ernesto I di Sassonia-Gotha-Altenburg |  |  | Giovanni di Sassonia-Weimar |  |
|                                           |                           | Dorotea Maria di Anhalt                |                                           |  |  |       |  |  | Ernesto I di Sassonia-Gotha-Altenburg |  |  |                             |  |
| Federico II di Sassonia-Gotha-Altenburg   |                           |                                        |                                           |  |  |       |  |  | Ernesto I di Sassonia-Gotha-Altenburg |  |  |                             |  |
|                                           |                           | Elisabetta Sofia di Sassonia-Altenburg | Giovanni Filippo di Sassonia-Altenburg    |  |  |       |  |  |                                       |  |  |                             |  |
|                                           |                           | Elisabetta Sofia di Sassonia-Altenburg | Giovanni Filippo di Sassonia-Altenburg    |  |  |       |  |  |                                       |  |  |                             |  |
|                                           |                           | Elisabetta Sofia di Sassonia-Altenburg | Elisabetta di Brunswick-Wolfenbüttel      |  |  |       |  |  |                                       |  |  |                             |  |
| Federico II di Sassonia-Gotha-Altenburg   |                           | Elisabetta Sofia di Sassonia-Altenburg |                                           |  |  |       |  |  |                                       |  |  |                             |  |
|                                           |                           | Augusto di Sassonia-Weissenfels        | Giovanni Giorgio I di Sassonia            |  |  |       |  |  |                                       |  |  |                             |  |
|                                           |                           | Augusto di Sassonia-Weissenfels        | Giovanni Giorgio I di Sassonia            |  |  |       |  |  |                                       |  |  |                             |  |
|                                           |                           | Augusto di Sassonia-Weissenfels        | Maddalena Sibilla di Hohenzollern         |  |  |       |  |  |                                       |  |  |                             |  |
| Maddalena Sibilla di Sassonia-Weissenfels |                           | Augusto di Sassonia-Weissenfels        |                                           |  |  |       |  |  |                                       |  |  |                             |  |
|                                           |                           | Anna Maria di Mecleburgo-Schwerin      | Adolfo Federico I di Meclemburgo-Schwerin |  |  |       |  |  |                                       |  |  |                             |  |
|                                           |                           | Anna Maria di Mecleburgo-Schwerin      | Adolfo Federico I di Meclemburgo-Schwerin |  |  |       |  |  |                                       |  |  |                             |  |
|                                           |                           | Anna Maria di Mecleburgo-Schwerin      | Anna Maria di Ostfriesland                |  |  |       |  |  |                                       |  |  |                             |  |
| Federica di Sassonia-Gotha-Altenburg      |                           | Anna Maria di Mecleburgo-Schwerin      |                                           |  |  |       |  |  |                                       |  |  |                             |  |
|                                           | Giovanni di Anhalt-Zerbst | Rodolfo di Anhalt-Zerbst               |                                           |  |  |       |  |  |                                       |  |  |                             |  |
|                                           | Giovanni di Anhalt-Zerbst | Rodolfo di Anhalt-Zerbst               |                                           |  |  |       |  |  |                                       |  |  |                             |  |
|                                           | Giovanni di Anhalt-Zerbst | Magdalene di Oldenburg                 |                                           |  |  |       |  |  |                                       |  |  |                             |  |
| Carlo Guglielmo di Anhalt-Zerbst          | Giovanni di Anhalt-Zerbst |                                        |                                           |  |  |       |  |  |                                       |  |  |                             |  |
|                                           |                           | Sofia Augusta di Holstein-Gottorp      | Federico III di Holstein-Gottorp          |  |  |       |  |  |                                       |  |  |                             |  |
|                                           |                           | Sofia Augusta di Holstein-Gottorp      | Federico III di Holstein-Gottorp          |  |  |       |  |  |                                       |  |  |                             |  |
|                                           |                           | Sofia Augusta di Holstein-Gottorp      | Maria Elisabetta di Sassonia              |  |  |       |  |  |                                       |  |  |                             |  |
| Maddalena Augusta di Anhalt-Zerbst        |                           | Sofia Augusta di Holstein-Gottorp      |                                           |  |  |       |  |  |                                       |  |  |                             |  |
|                                           |                           | Augusto di Sassonia-Weissenfels        | Giovanni Giorgio I di Sassonia            |  |  |       |  |  |                                       |  |  |                             |  |
|                                           |                           | Augusto di Sassonia-Weissenfels        | Giovanni Giorgio I di Sassonia            |  |  |       |  |  |                                       |  |  |                             |  |
|                                           |                           | Augusto di Sassonia-Weissenfels        | Maddalena Sibilla di Hohenzollern         |  |  |       |  |  |                                       |  |  |                             |  |
| Sophia di Sassonia-Weissenfels            |                           | Augusto di Sassonia-Weissenfels        |                                           |  |  |       |  |  |                                       |  |  |                             |  |
|                                           |                           | Anna Maria di Mecleburgo-Schwerin      | Anna Maria di Mecleburgo-Schwerin         |  |  |       |  |  |                                       |  |  |                             |  |
|                                           |                           | Anna Maria di Mecleburgo-Schwerin      | Anna Maria di Mecleburgo-Schwerin         |  |  |       |  |  |                                       |  |  |                             |  |
|                                           |                           | Anna Maria di Mecleburgo-Schwerin      | Anna Maria di Ostfriesland                |  |  |       |  |  |                                       |  |  |                             |  |
|                                           |                           | Anna Maria di Mecleburgo-Schwerin      |                                           |  |  |       |  |  |                                       |  |  |                             |  |